# 아카쉬 (미사일)
아카쉬는 인도의 DRDO가 개발한 인도산 패트리어트 미사일이다.

## 성능
아카쉬 미사일 포대는 3차원 위상배열 레이다 4개와 발사대 차량 4개로 구성된다. 발사대 차량은 아카쉬 미사일 3발을 장착했다. 동시에 64개의 공중 목표물을 추적하며, 그 중 12개를 동시 요격할 수 있다. 포대가 방어할 수 있는 면적은 605 평방킬로미터인 서울시 면적의 3배가 넘는 2000 평방킬로미터이다. 인도 공군과 인도 육군은 3천발의 아카쉬를 52억 달러(5조원)에 주문했다.

## 버전

### 아카쉬-1
1990년 최초 발사했다. 개발비는 2억 달러(2천억원)으로서, 다른 나라 동종 미사일 보다 10배 싸다.

### 아카쉬-2
2010년 6월 11일 아카쉬-2 미사일이 24개월 안에 시험발사될 것이라고 보도되었다. 아카쉬-1 보다 긴 35 km 사거리에 정확도가 개선되었다.

## 시험발사
- 1990년 아카쉬-1 미사일을 최초 시험발사했다.
- 2005년 아카쉬-1 미사일 2발이 빠르게 이동중인 공중 목표물 2개를 동시에 요격했다.
- 2014년 2월 24일 인도 종합 미사일 시험장에서 아카쉬 미사일을 시험발사했다.

- 2014년 4월 26일 인도 종합 미사일 시험장 컴플렉스-3 발사대에서 11시 55분과 12시 00분에 아카쉬 미사일을 2발 발사했다. 탄두중량 60 kg, 사거리 25 km, 고도 30 km이며 동시 다수 목표물 공격능력이 있다. 동시에 대기권 밖에서 요격하는 신형 장거리 지대공 미사일의 최초 발사에 성공했다. 인도의 미사일 방어 참조.

## 같이 보기
- 인도의 미사일 방어